# Delegazione Tlalpan
Tlalpan è una delle sedici delegazioni di Città del Messico. È la delegazione più estesa, rappresentando il suo territorio il 20,7% dell'area totale dell'entità federale. Confina a nord con le delegazioni Magdalena Contreras, Álvaro Obregón e Coyoacán, a est con le delegazioni Xochimilco e Milpa Alta, a sud con lo Stato di Morelos e a ovest con lo Stato del Messico e la delegazione Magdalena Contreras.
Il centro politico ed amministrativo della delegazione è situato in quello che era il villaggio preispanico di Tlalli pan (dal nahuatl nella terra). Il nome náhuatl allude al fatto che, trovandosi Tlalpan al sud di quello che fu il lago di Texcoco, era il primo villaggio sulla terraferma che un viaggiatore incontrava uscendo da sud di Tenochtitlán, capitale dell'impero azteca.
Prima degli attuali confini del Distrito Federal e fino alla metà del XX secolo Tlalpan era la città di San Agustín de las Cuevas e per sei anni fu la capitale dell'allora appena creato Stato del Messico.